# Belgio ai Giochi della XXVII Olimpiade
Il Belgio partecipò ai Giochi della XXVII Olimpiade, svoltisi a Sydney, Australia, dal 15 settembre al 1º ottobre 2000, con una delegazione di 68 atleti impegnati in sedici discipline.